# Arta și arhitectura mamelucă

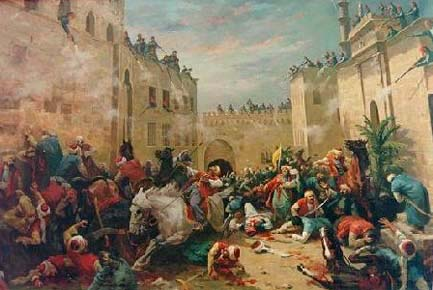
Masacrarea mamelucilor la Cairo din ordinul lui Mehmet Ali în 1811.

Mamelucii au fost o dinastie de sclavi de diverse rase și etnii, care au constituit o oligarhie militară într-o țară străină. Aproape două secole și trei sferturi (1250-1517), mamelucii au dominat una dintre cele mai turbulente regiuni din lume, menținându-și în același timp specificul rasial. Deși în general inculți și sângeroși, simțul lor artistic s-a ridicat la nivelul oricărei alte dinastii civilizate, iar Cairo este și astăzi, datorită lor, unul dintre cele mai frumoase locuri ale lumii islamice. Odată cu îndepărtarea lor de la putere de către otomanul Salim (1517) se stinge ultima dinastie locală creată pe ruinele califatului arab, făcând loc unui nou califat, nearab, cel al turcilor otomani.  Într-o scurtă perioadă de timp, mamelucii au creat cel mai mare Imperiu Islamic din timpul Evului Mediu, care a inclus dominația asupra orașelor Mecca și Medina. Capitala  mamelucă Cairo a devenit centrul economic, cultural și artistic al lumii  islamice  arabe.  

## Scurt istoric
Istoria dinastiei mameluce e împărțită  în două perioade bazate pe diferite linii dinastice: bahridă (1250-1390) și burğidă (1382-1517). Mamelucii bahrizi erau în primul rând turci și mongoli. Aceștia proveneau din rândul gărzilor cumpărate de ayyubidul al-Salih, care își instalase scalvii pe insula al-Rawda de pe Nil. Burğizii au fost aduși ulterior, tot ca gărzi. Aceștia erau mai ales sclavi circazieni, cantonați în turnurile citadelei.
Domnia bahridă a definit arta și arhitectura întregii perioade mameluce. Prosperitatea generată de comerțul est-vest cu mătase și mirodenii a contribuit și a sprijinit patronajul generos al mamelucilor. În ciuda perioadelor de lupte interne, au existat activități artistice și arhitecturale extraordinare, precum și dezvoltarea unor tehnici stabilite de Ayyubizi și integrarea influențelor din diferite părți ale lumii islamice. Refugiații din est și vest au avut și ei o contribuție semnificativă. Artele decorative ale mamelucilor - în special sticlă smalțită și aurită, obiecte metalice încrustate, prelucrarea lemnului și textilele - au fost prețuite în jurul Mediteranei, precum și în Europa, unde au avut un impact profund asupra producției locale. De exemplu, producția de sticlă realizată de mameluci a avut o influență deosebită asupra industriei sticlei venețiene. 
Al-Malik al-Zahir Rukn-al-Din Baibars al-Bunduqdar (1260-1277) a fost cel mai vestit sultan mameluc și considerat adevăratul întemeietor al dinastiei mameluce. Acesta a încurajat lucrările publice, a înfrumusețat moscheile, a întemeiat instituții religioase și de binefacere. Dintre monumentele sale arhitectonice, s-au păstrat atât Marea Moschee (1269), cât și școala care îi poartă numele, biblioteca Zahiriya din Damasc, sub domul căreia a fost și înmormântat. Succesorul său, al-Malik al-Mansur Sayf-al-Din  Qalawun (1279-1290) a refăcut citadela de la Alep, Baalbek și Damasc. La Cairo, a construit un spital pe lângă o madrasa, precum și un mausoleu care își etalează și astăzi arabescurile încântătoare și mozaicul de marmură. Cea mai importantă construcție a sa rămâne spitalul (al-Maristan al-mansuri). Ruinele acestuia sunt acum cele mai vechi vestigii ale unui spital islamic. Beneficia de pavilioane separate pentru diverse boli (ex: malaria, oftalmia), de laboratoare, de un dispensar, de băi, bucătării și depozite. Medicul șef se întâlnea cu subalternii săi pentru a le da indicații într-o sală de conferințe cu dotări speciale. Dispunea de o finanțare anuală aproximativ de un million de dirhami. Personalul, ca și pacienții erau de ambele sexe. Numele sultanului a rămas atât de legat de activitățile medicale, încât, la moartea sa, mii de copii muți, femei sterile, oameni bolnavi s-au perindat pe la mausoleul său pentru a-i atinge roba expusă acolo, convinși că  se vor vindeca.
Alte construcții importante, pe lângă cele realizate de Qalawun, au fost cele realizate de al-Nasir Muhammad (1295-1304) precum și complexul imens și splendid al lui Hasan (începutul anului 1356). Aceste structuri au fost emulate de oficiali de rang înalt și de prinți influenți care au construit clădiri similare, cum ar fi complexul Salar și Sanjar al-Jawli (începutul anului 1303) și cel al lui Shaikhu (1350-55).
Arta și arhitectura în timpul dominației mamelucilor burğizi (1382-1517) a continuat tradițiile artistice stabilite de predecesorii lor bahrizi. Textilele mamelucilor și covoarele acestora erau prețuite în comerțul international. În arhitectură, clădirile publice și religioase au continuat să fie favorizate. Construcțiile majore din epoca timpurie a burğizilor din Egipt au inclus complexuri construite de Barquq (1382-1399), Faraj (1399-1412), Mu’ayyad Shaikh (1412–1421), și Barsbay (1422–1437).
În provinciile din estul Mediteranei, comerțul lucrativ cu textile între Iran și Europa a ajutat la relansarea economiei. De asemenea, a fost semnificativă activitatea comercială a pelerinilor în drum spre Mecca și Medina. Depozitele mari, cum ar fi Khan al-Qadi (1441), au fost ridicate pentru a satisface dezvoltarea comercială. Alte fundații publice din regiune au inclus moscheile lui Aqbugha al-Utrush (Aleppo, 1399-1410) și Sabun (Damasc, 1464), precum și Madrasa Jaqmaqiyya (Damasc, 1421).
În a doua jumătate a secolului al XV-lea, artele au prosperat sub patronajul lui Qa'itbay (1468-96), cel mai mare dintre sultanii dinastiei mameluce. În timpul domniei sale, mormintele din Mecca și Medina au fost restaurate pe scară largă. Orașele mari au fost înzestrate cu clădiri comerciale, fundații religioase și poduri. În Cairo, complexul Qa'itbay din Cimitirul de Nord (1472-74) este cea mai cunoscută și mai admirată structură a acestei perioade.
Construirea a continuat sub ultimul sultan din Mamluk, Qansuh al-Ghawri (1501-17), care a comandat propriul său complex (1503-1505); totuși, metodele de construcție au reflectat finanțele statului. În acest moment, portughezii au preluat controlul asupra Oceanului Indian și au împiedicat comerțul mamelucilor, care era cea mai importantă sursă de venituri. Deși tărâmul mamelucilor a fost curând integrat în Imperiul Otoman (1517), cultura artelor vizuale ale memelucilor a continuat să inspire tradițiile otomane și alte tradiții artistice islamice.

## Arta și arhitectura mamelucă
Arta mameluca  este considerată și arta lumii islamice mediteraneene, fiind inspirată din arta iraniană. Arta mamelucă, care cuprindea arhitectura și artele decorative, a fost produsă între anii 1250 și 1517 în Egipt, precum și în părți ale Siriei și Arabiei.  Dovezile rămase cuprind sute, dacă nu chiar mii de clădiri care au supraviețuit pănă azi în locurile unde au fost construite, la fel ca și miile de manuscrise mamaluce, obiectele din metal, sticlărie, textile și ceramică ce pot fi admirate la muzee din Europa, America și Orientul Mijlociu, precum și în colecțiile private.
Dintre toate tipurile de artă islamică, arta mamelucă a fost neobișnuit de accesibilă europenilor, ei fiind și primii care au studiat-o. Încă din perioada în care au fost făcute obiectele de metal și sticlă, acestea au intrat în colecțiile europene ecleziastice și private.
Clădirile mameluce au fost  printre primele clădiri islamice care au devenit cunoscute de către europeni. De asemenea, construcțiile și obiectele mameluce au devenit familiare unui public larg, mai ales prin operele și munca orientaliștilor, iar temele mameluce au devenit motiv de inspirație pentru decorațiunile interioare și exterioare.

## Arhitectura mamelucă
Arhitectura a fost arta preeminentă a perioadei mameluce și de aceea a primit o atenție deosebită față de celelalte arte. În comparație cu Iranul, cu Asia Centrală sau Anatolia, unde o singură clădire ar fi putut reprezenta întreaga activitate artistică a unui oraș în acea vreme, din perioada mamelucă s-au păstrat sute de construcții care definesc caracterul urban al unor orașe importante precum  Cairo, Damasc, Allepo, Ierusalim. Deși unii cercetători continuă să scrie despre „Orașul Fatimid”, cele mai multe părți istorice din Cairo au fost create în perioada mamelucă. Mamelucii au investit sume considerabile în realizarea construcțiilor, iar patronajul lor arhitectural s-ar putea spune că a definit multe din celelalte arte care erau adesea concepute și utilizate ca accesorii și mobilier pentru fundațiile lor caritabile. Deși multe manuscrise din Coran erau realizate pentru a prezenta fundamentele religioase, minbar –ul (amvon) și kursi – ul (un scaun cu mai multe trepte întâlnit în moschei, fiind scaunul de pe care se citesc hadith-urile) realizate din lemn, precum și lămpile din sticlă, erau realizate pentru a înfrumuseța interiorul moscheii. 

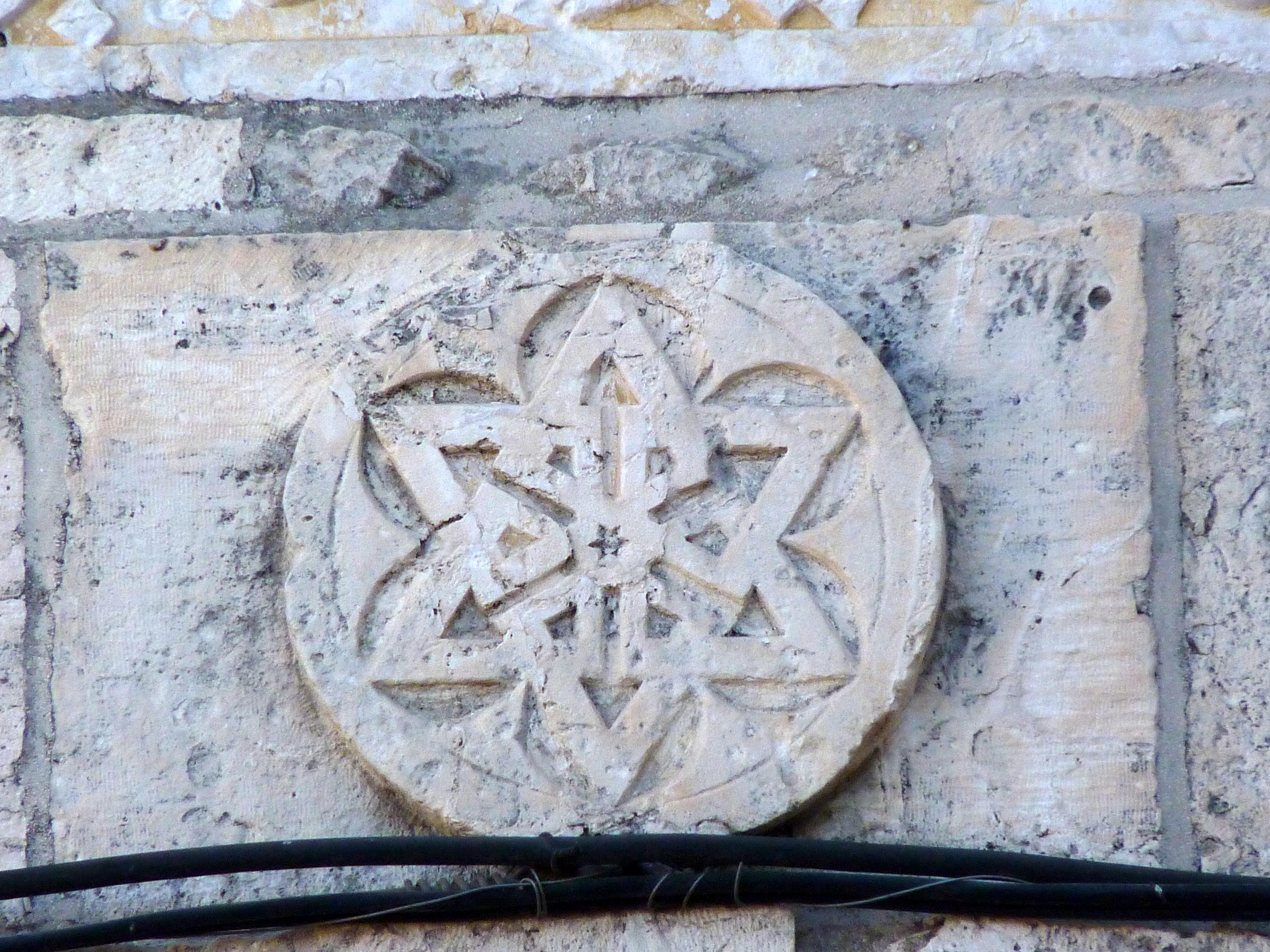
Stea mameluca

Arhitectura mamelucă este în special construită din piatră  și se regăsește în Egipt și Siria. Lemnul este utilizat pentru elemente cum ar fi ușile, panourile și mihrab-urile, precum și pentru ramele (tâmplăria) ferestrelor din zăbrele cunoscute sub numele de mashrabiyyas. Cupolele sunt de obicei construite din piatră. Stucco-ul este folosit pentru elemente decorative.
Planul „iwan” care a fost introdus mai devreme în arhitectura din Egipt și Siria în timpul dinastiei Zengid și Ayyubidă, devine cel mai comun plan utilizat în construirea clădirilor religioase ale mamelucilor, incluzând moscheile și madras –ele  (școlile), dar și alte construcții care le îmbină pe cele din urmă.  
Minaretul, în tradiția mamelucă, are, adesea, secțiuni diferite de-a lungul părților componente ale axului său, rezultând într-un minaret numit „minaret cu trei niveluri”. Acest tip de minaret avea în general o bază pătrată, urmată de un trunchi octogonal, care la rândul său se continua cu un ax cilindric.
Adesea, arta mamelucă nu este simetrică, în schimb tinde să sublinieze utilizarea echilibrului clădirilor în general.  Se poate remarca alinierea construcțiilor pe diferite direcții față de stradă și față de qibla, iar din acest lucru rezultă o mare varietate de intrări în clădire , fapt ce marchează o schimbare dramatică a axului. Clădirile sunt monumentale, în special cele din orașul Cairo. 
Forma domurilor regăsite în cadrul arhitecturii mameluce este caracterizată, de cele mai multe ori, de un tambur cilindric și un vârf ascuțit. La început era utilizat lemnul, iar apoi piatra a devenit prevalentă.  Se utilizează atât bolta rotundă, cât și ascuțită, dar cea din urmă este cel mai des folosită, în special în arhitectura mamelucă târzie. 
Mamelucii au utilizat caligrafia în mod extensiv. La fel și tehnica ablaq, introdusă în timpul ultimei perioade a dinastiei Ayyubide, care a devenit larg răspândită și a caracterizat arhitectura mamelucă. Utilizarea muqarnas-ului din piatră este omniprezentă, iar cele mai elaborate exemple sunt reprezentate de semi-domurile localizate deasupra portalurilor de intrare. Exteriorul domurilor este adesea decorat cu piatra sculptată, dezvăluind nervuri, striații, zigzaguri și forme de stea complexe, precum și arabescuri. Fațadele, unde sunt amplasate ferestrele, sunt încoronate cu rânduri de elemente muqarnas. Sticla colorată și grilajul din stucco se întâlnesc adesea la deschizăturile ferestrei, iar marmura încrustată este frecvent utilizată pentru decorarea suprafețelor. 
Mamelucii erau constructori pasionați ai arhitecturii militare. Deoarece au condus un imperiu care a acumulat bogății considerabile din tranzitul mărfurilor pe teritoriile sale, au construit numeroase clădiri care au servit scopurilor comerțului. 

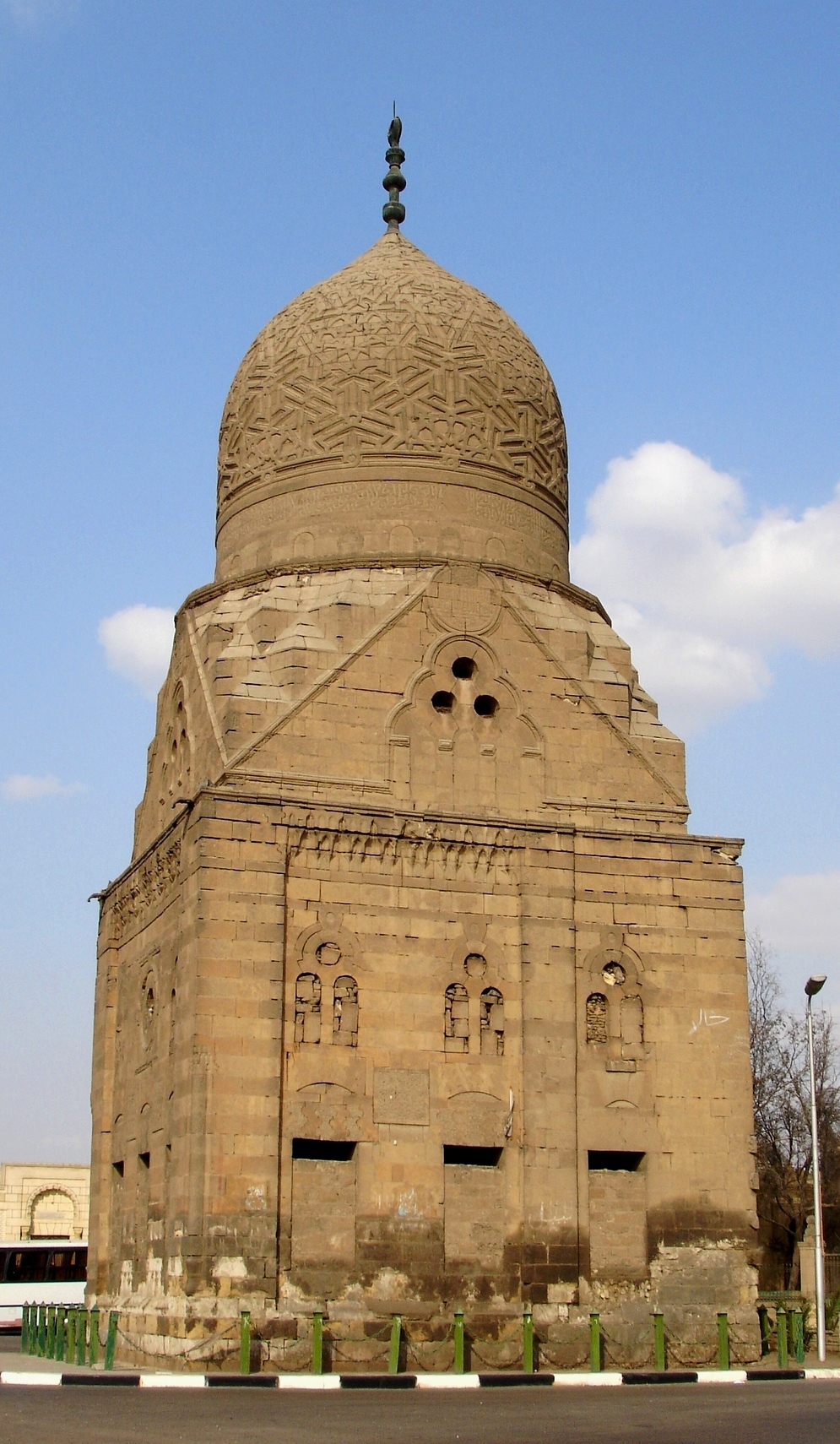
Mormantul lui al-Zahir Qansu, Cairo.

### Ornamentele domurilor din Cairo
Ornamentele domurilor din Cairo sunt unice și nu au fost egalate în toată lumea islamică. Ele au reprezentat o provocare nu doar din punct de vedere al structurii sale semețe, dar și din punct de vedere al caracteristicilor distincte de decorare. De la mijlocul secolului al XIV-lea până la începutul secolului al XVI-lea, s-a remarcat o sofisticare crescândă în dezvoltarea decorului sculptat pe domurile de piatră ale mamelucilor care au atins punctul culminant prin utilizarea arabescurilor elaborate și patternurilor geometrice; printre cele mai distinctive sunt stelele intercalate.
Sursele istorice din perioada mamelucă nu prezintă informații cu privire la schițe pregătitoare sau desene ale niciunei construcții din acea perioadă. Diferit față de Europa Medievală, care a lăsat instrucțiuni privind realizarea clădirilor, metode documentate în albume și chiar graffiti pe acele monumente, construcțiile mameluce din Cairo nu prezintă niciun plan care a stat la baza construirii lor.  Se presupune că intențiile erau comunicate verbal, iar întregul proces era sub controlul meseriașilor, unde zidarul șef și cei nominalizați să supravegheze procesul ocupa funcția cea mai importantă. 
Există atestări din perioada mamelucă a utilizării termenului de muhandis, când erau realizate procese ce țineau de inginerie – ale clădirilor, ale podurilor, domurilor, canalelor, apeductelor. De asemenea, surse din secolul al XIV-lea relatau faptul că  muhandis al-‘ama’ir sau ra’is al-muhandisin era enumerat printre meșterii care dețineau funcții importante la palatul mameluc, alături de conducătorul medicilor, al oftalmologilor și al flotei militare. Acești „ingineri” ai clădirilor mameluce erau implicați atât în construcțiile civile, cât și în arhitectură, deoarece în perioada medievală nu erau trasate foarte clar limitele dintre discipline, iar realizarea proiectelor civile avea ca o cerință obligatorie abilitatea de a inventa, de a crea. 
În general, conducătorii mameluci cerchezi erau cunoscuți pentru glorificarea puterii și bogăției lor prin intermediul clădirilor. Acest lucru a apărut în construcțiile lor prin utilizarea extensivă a unor trăsături decorative și arhitecturale care nu au fost niciodată utilizate pe parcursul perioadei Bahride, printre care se numără domurile înalte, înguste și bogat decorate care oferă trecătorilor o imagine magnifică. 
Patternurile în formă de stea sunt regăsite la domul mausoleului sultanului Barsbay, în 1432, fiind cel mai vechi dom cu astfel de decorațiuni datat din perioada mamelucilor cerchezi.
Câteva domuri din perioada conducătorilor mameluci cerchezi sunt:
-         Domul lui ‘Asfur (1506)  prezintă decorațiuni florale sculptate în piatră, însă cu o parte neterminată, fapt ce demonstrează că, de obicei, construirea și decorarea erau două faze separate. 
-         Domul lui Qaraqmus (1507) a fost ridicat în fața moscheii al-Hakim și se prezintă precum o structură goală, nedecorată. 
-         Domul lui  Qansuh Abu Sa'id (1499) demonstrează relieful sculptat neterminat, deși întregul design al decorului a fost gravat pe suprafața sa exterioară.
-         Domul Azrumuk (1503–1505) prezintă arabescuri florale realizate în basorelief.

### Construcții militare din Egipt

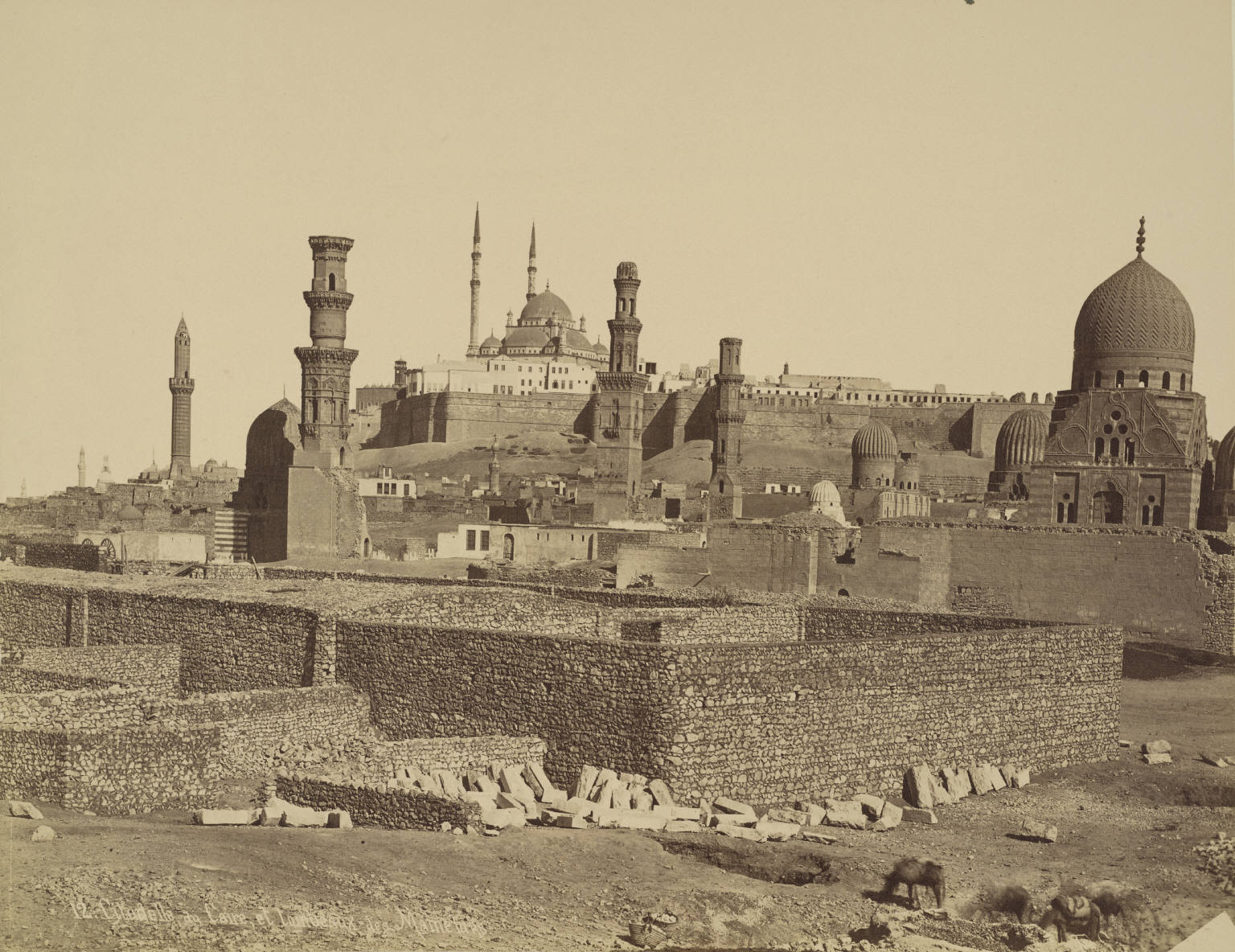
Cairo. Citadela si mormintele mameluce

Putem divide activitatea construcțiilor militare din perioada mamelucă în 3 faze importante în cadrul cărora s-au remarcat 5 sultani. Prima fază corespunde cruciaților și sultanilor al-Ẓāhir Rukn al-Dīn Baybars (r. 658–76/1260–77) și, ulterior, al-Manṣūr Sayf al-Dīn Qalāwūn (r. 678–89/1279–90). A doua fază corespunde perioadei luptelor maritime mediteraneene cu sultanii al-Ashraf Sayf al-Dīn Barsbāy (r. 825–41/1422–38) și  al-Ashraf Qāytbāy (r. 872–901/1468–96). Nu în ultimul rând, cea de-a treia fază este definită de sultanul  al-Ashraf Qānṣūh al-Ghawrī (r.906–22/1501–16) care este responsabil pentru reforma armatei mameluce ce se afla în fața confruntării cu turcii și portughezii.  În Egipt s-au costruit mai multe cetăți fortificate care datează din perioada mamelucă. Printre acestea, se numără:
-         Cele localizate pe coasta Nilului și a Mării Mediterane :  Al-ʿUmayd, Alexandria (una din cele mai importante fortificații medievale din Egipt), Rosetta, Damanhūr (a fost capitala provincială în era Fatimidă), Damietta (a fost cel mai important port în perioada Ayyubidă), Umm Mufarrah, Tina
-         Citadela Cairo – a fost capitala Imperiului Mameluc. În această perioadă au fost construite noi palate, marea moschee, apeducte. În perioada mamelucilor, cetatea Cairo nu a fost așa izolată precum sub dominația ayyubizilor. Mamelucii au creat legături și clădirile militare austere au devenit centre de divertisment. 
-         Cele situate în zona Istmului Suez și Peninsulei Sinai: Suez, Ajrud, Khān al-Khowinat, Nakhl, Abyār
-         Cele situate în zona Mării Roși: Aqaba, Nuweiba, Tur. 

## Artele decorative din perioada mamelucă

### Manuscrisele
La fel ca și în celelalte părți ale lumii islamice, arta scrieii a avut o funcție foarte importantă și în perioada mamelucilor. De asemenea, Coranul era considerată cea mai valoroasă carte și numeroase manuscrise au fost publicate în cursul acestei perioade. Adesea, manuscrisele mameluce le rivalizau pe cele publicate în zonele estice. În ceea ce privește numărul manuscriselor ilustrate publicate în perioada mamelucă, acesta este destul de redus, fiind în jur de 60 de astfel de exemplare. Spre deosebire de Iranul mongol, unde cel mai bogat și puternic conducător prezenta un mare interes în a deține cărți ilustrate, mameluciii nu doreau acest lucru poate din cauză că ei nu au participat la cultura literară arabă a oamenilor pe care i-au condus. 

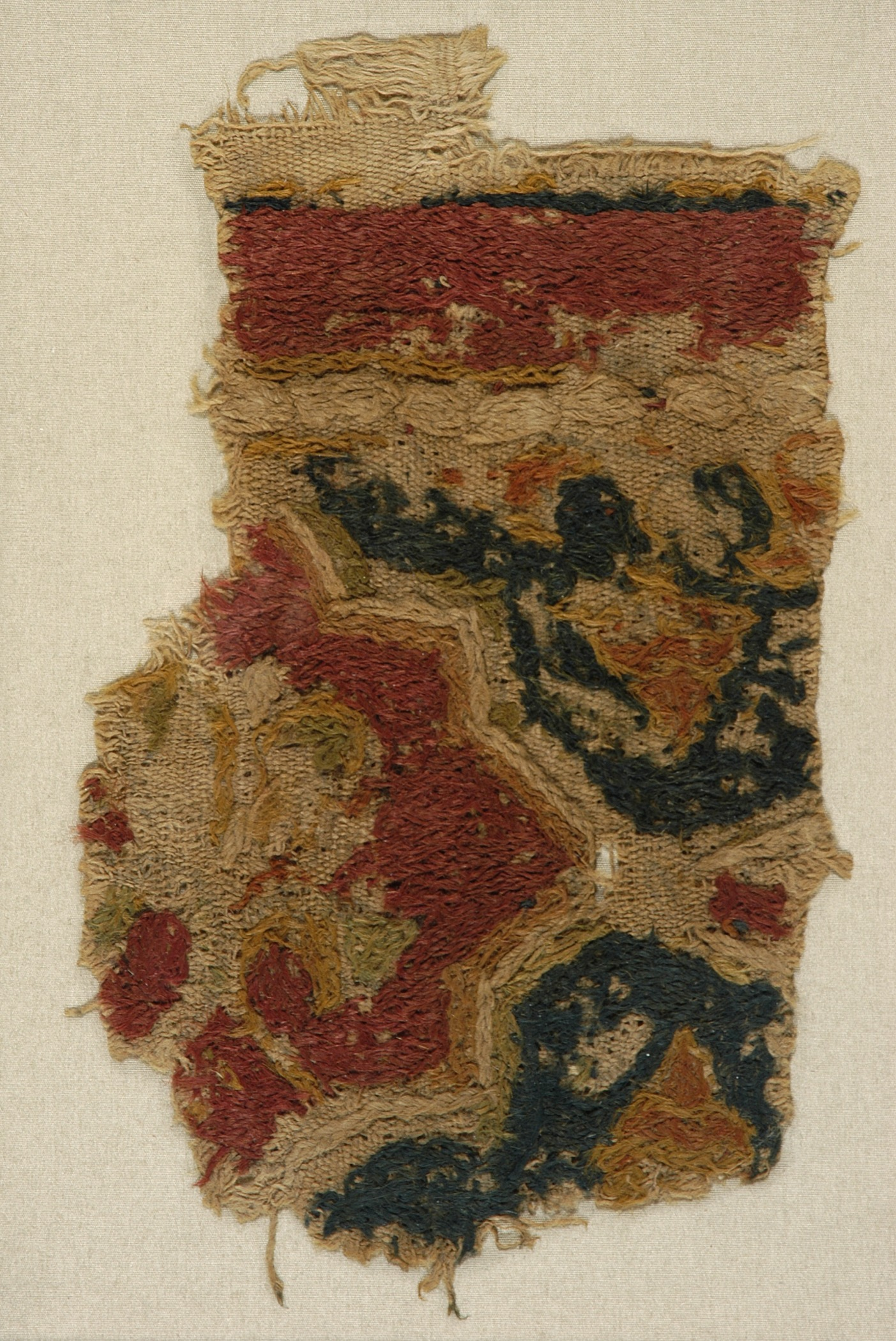
Egipt, Dinastia mameluca, 1250–1517, secolul al XIV-lea

### Textilele
La fel ca în cele mai multe părți ale lumii islamice, textilele au stat la baza economiei mameluce (și egiptene). Textilele din perioada mamelucă aveau o importanță aparte datorită conservării lor, fiind descoperite în urma săpăturilor arheologice. De asemenea, au fost descoperite piese aproape complete care datează din epoca mamelucă, situație care nu se regăsește într-o altă perioadă. Din secolul al XIII-lea până în secoul al XV-lea, țesăturile mameluce au fost cel mai mult exportate către Orientul Îndepărtat.
Cea mai importantă caracteristică a textilelor din perioada mamelucă este fragilitatea lor. Țesăturile mameluce erau realizate din in, bumbac, lână și mătase. Se cunoaște faptul că fibrele (firele) care provin de la plante și animale, cum ar fi cele enumerate mai sus, sunt sensibile la atacul diferitelor insecte, sunt ușor distruse (descompuse) de umiditate, de mucegai și de aciditatea transpirației omului. De fapt, structura hainelor începe să se deterioreze încă de la prima purtare; de asemenea, spălarea este un alt factor care contribuie la distrugerea lor în timp. Astfel, este un lucru miraculos faptul că hainele realizate în perioada mamelucă au ajuns  „să supraviețuiască” și după 700 de ani.  Explicația acestui fenomen este dată de condițiile specifice ale mediului din Egipt: această țară are un aer uscat și solul are o aciditate relativ scăzută. Un alt lucru specific mătăsii din perioada mamelucă este includerea în țesătură a fibrelor metalice ( se folosea și aur, deoarece aurul pur nu coroda). 
Textilele din perioada mamelucă se împart în 5 categorii în funcție de metoda de decorare, materialul de fabricație, precum și repertoriul de motive decorative. Acestea cuprind: matasea, covoarele, tehnica „applique”, imprimeurile și broderia. 
Precum arta mamelucă în general, industria textilelor a fost „militarizată” în secolul al XIV-lea pentru a răspunde cererii venite din partea elitei în privința ținutei portivite anumitor ceremonii de stat și procesiuni. 

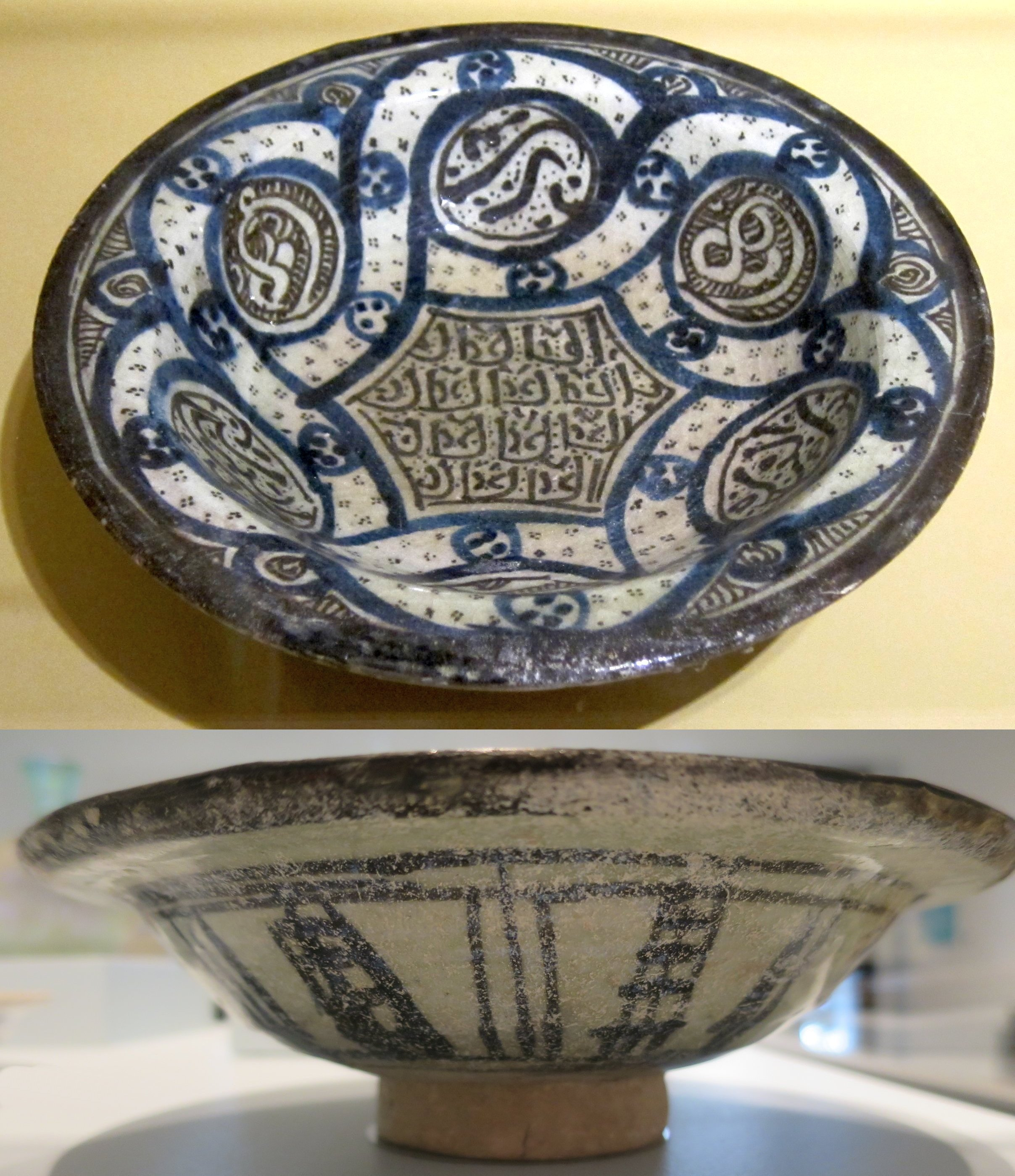
Vas din Egipt, Dinastia mameluca, secolele XIII-XIV

### Ceramica
Egiptul a fost considerat drept un centru principal al producției de ceramică în perioada fatimidă, atunci când vase foarte frumos decorate  erau printre cele mai importante obiecte de ceramică din lumea islamică. Însă s-a înregistrat un declin al producției de ceramică din Egipt sub dominația Ayyubizilor și a Mamelucilor. Centrul realizării de vase ceramice s-a mutat în secolul al XII-lea din Egipt în Siria și Iran. În același timp, ceramica fină din China a început să fie importată în zonele aflate sub dominația mamelucilor prin intermediul Golfului Persic și Mării Roșii, și cantități mari de porțelan alb și albastru au fost excavate la Hama în Siria și la Fustat în Egipt. 